# Mistrzostwa Polski w Boksie 2011
82. Mistrzostwa Polski w Boksie 2011 (mężczyzn) odbyły się w dniach 1-5 marca 2011 w Koninie. Wystartowało 82 zawodników z 36 klubów.

## Medaliści
| Kategoria:                       | Liczba zawodników | Złoto:                                | Srebro:                              | Brąz:                                                                          |
| waga papierowa (do 49 kg)        | 2                 | Dawid Jagodziński (Astoria Bydgoszcz) | Wojciech Peryt (Broń Radom)          | –                                                                              |
| waga musza (do 52 kg)            | 8                 | Piotr Gudel (Cristal Białystok)       | Grzegorz Brynda (Kontra Elbląg)      | Rafał Kaczor (Kaczor Box Team Wałbrzych) Rajnold Bromboszcz (RUSHH Kielce)     |
| waga kogucia (do 56 kg)          | 8                 | Dawid Michelus (Sokół Piła)           | Mateusz Mazik (RMKS Rybnik)          | Marek Jędrzejewski (KS Damnica) Kamil Jaworek (DKB Dąbrowa Górnicza)           |
| waga lekka (do 60 kg)            | 7                 | Michał Chudecki (PKB Poznań)          | Andrzej Liczik (Hetman Białystok)    | Maciej Mierzyński (Cristal Białystok) Damian Wrzesiński (PKB Poznań)           |
| waga lekkopółśrednia (do 64 kg)  | 11                | Michał Syrowatka (Hetman Białystok)   | Patryk Szymański (Boks Poznań)       | Tomasz Mazur (PKB Poznań) Sylwester Stempniewski (Tygrys Elbląg)               |
| waga półśrednia (do 69 kg)       | 9                 | Marcin Łęgowski (UKS 8 Chojnice)      | Kamil Gardzielik (PKB Poznań)        | Ireneusz Zakrzewski (Power Boks Jelenia Góra) Piotr Sielawa (Hetman Białystok) |
| waga średnia (do 75 kg)          | 10                | Igor Jakubowski (PKB Poznań)          | Kamil Szeremeta (Hetman Białystok)   | Tomasz Jabłoński (Sako Gdańsk) Michał Łoniewski (Kontra Elbląg)                |
| waga półciężka (do 81 kg)        | 7                 | Włodzimierz Letr (PKB Poznań)         | Patryk Rostkowski (Hetman Białystok) | Dawid Deik (PKB Poznań) Piotr Witczak (Legia Warszawa)                         |
| waga ciężka (do 91 kg)           | 9                 | Michał Olaś (Fenix Warszawa)          | Michał Gerlecki (PKB Poznań)         | Krzysztof Kowalski (MOSiR Mysłowice) Mateusz Tryc (Fenix Warszawa)             |
| waga superciężka (powyżej 91 kg) | 11                | Marcin Rekowski-Jerzyk (PKB Poznań)   | Patryk Brzeski (Champion Nowy Dwór)  | Marcin Śnitko (Tygrys Elbląg) Arkadiusz Toborek (MOSiR Mysłowice)              |